# Lisa Scheenaard
Lisa Scheenaard (Weert, 5 september 1988) is een Nederlands roeister. Tijdens de Olympische Spelen van Tokio 2020 heeft ze in het nummer dames dubbel twee, de bronzen medaille behaald samen met Roos de Jong. Ze vertegenwoordigde Nederland bij verschillende grote internationale roeiwedstrijden. In 2018 werd Scheenaard Nederlands kampioen in de skiff, en bij de Wereldkampioenschappen roeien 2019 won ze samen met Roos de Jong een bronzen medaille op het onderdeel dubbel twee. Ook op de Olympische Spelen van 2020 in Tokio wist het duo de bronzen medaille te behalen.
In 2023 vormde Scheenaard samen met Tessa Dullemans, Ilse Kolkman en Martine Veldhuis de dubbelvier die zilver wist te behalen op de Europese kampioenschappen in Bled.
Op de Olympische Spelen van 2024 in Parijs nam Scheenaard opnieuw deel aan de dubbeltwee, dit maal samen met  Veldhuis. Het duo had eerst een herkansing nodig om de halve finale te bereiken maar wist vervolgens ook een finaleplaats te behalen. Daarin eindigde de ploeg op een vierde plek.
Scheenaard heeft bouwfysica gestudeerd aan de TU Eindhoven en is lid van roeivereniging Thêta.

## Fietsen
Scheenaard is meervoudig Nederlands Kampioen tegenwindfietsen. Ze won het NK Tegenwindfietsen in 2018, 2020 en 2022.